# 사주국
사주국(史柱國, ? ~ ?)은 전한 말기의 관료로, 자는 위공(衛公)이다.

## 행적
양삭 2년(기원전 23년), 태복에 임명되었다.

## 출전
- 반고, 《한서》 권19하 백관공경표 下

| 전임 왕음 | 전한의 태복 기원전 23년 ~ 기원전 22년? | 후임 견존 |